# Joseph Vaka
Joseph Vaka (ur. 21 listopada 1980 w Kolofo'ou) – tongański rugbysta występujący w formacji ataku, reprezentant kraju, uczestnik Pucharu Świata 2007.
W trakcie kariery sportowej reprezentował w japońskiej Top League kluby World Fighting Bull i Toyota Industries Shuttles.
W latach 2004–2012 rozegrał trzynaście spotkań dla tongańskiej reprezentacji, w tym cztery w Pucharze Świata 2007.